# Miss Universe Colombia
Miss Universe Colombia es un certamen de belleza femenino, originario de Colombia, en el que se evalúan la belleza integral, el liderazgo, la elegancia, la personalidad, el porte, la pose, la comunicación, la seguridad, y el activismo social en candidatas provenientes de varias partes de Colombia. Su principal responsabilidad es elegir a la representante de Colombia en el certamen internacional Miss Universo. La actual Miss Universe Colombia es Daniela Toloza Rocha de Valle del Cauca que resultó ganadora de la 5.ª edición del certamen en Barranquilla, el 2 de junio de 2024.

## Historia
La historia de la Organización Miss Universe Colombia inició en el año 2020, cuando la ex Miss Alemania Natalie Ackermann adquirió la franquicia colombiana del certamen internacional Miss Universo, que anteriormente pertenecía al canal RCN Televisión. Cabe destacar que Natalie Ackerman perdió sus derechos a explotar el concurso y actualmente es explotado por RCN.
Según Ackermann, la idea inicial era aliarse con el Concurso Nacional de Belleza para enviar a María Fernanda Aristizábal (elegida Señorita Colombia en noviembre de 2019) a Miss Universo 2020, ya que el confinamiento generalizado por la pandemia de COVID-19, afectaría la posible realización de un concurso presencial en un futuro cercano. Sin embargo, al no llegar a un acuerdo específico con el Concurso Nacional de Belleza, se decidió dar vía libre a la ejecución de un certamen independiente.
En julio del mismo año, comenzó el proceso de registro para todas aquellas mujeres que desearan representar a Colombia en Miss Universo y cumplieran con los requisitos implementados por la OMUC.
Luego de que se cerraran las inscripciones y se evaluaran individualmente, comenzó la segunda fase del proceso, que comprendió la realización de una serie de entrevistas presenciales a las candidatas que lograron pasar el primer filtro. Por todo el país, se ubicaron puntos de encuentro en ciudades estratégicas, como Bogotá, Neiva, Cali, Medellín y Barranquilla; de modo que las concursantes electas tuvieron la posibilidad de desplazarse al lugar de más fácil acceso para ellas, con el objetivo de llevar a cabo su presentación frente a un jurado calificador. Todos los encuentros fueron grabados y transmitidos a través de la página web oficial del concurso.
Después de finalizar la segunda etapa del casting, se procedió a elegir a la mejor representante de cada departamento, que luego en el mes de octubre, fueron oficializadas como las delegadas que competirían por el título de Miss Universe Colombia 2020.
En noviembre de 2020, se realizó la primera edición del evento, en la ciudad de Barranquilla.
En abril de 2025, el canal RCN Televisión informó que son los nuevos licenciatarios de Miss Universe Colombia, lo que le permitirá producir y transmitir el evento nacional. perdiendo Natalie Ackerman y Miss Universe Colombia S.A.S la licencia que habían conseguido.

## Ganadoras

### Listado de ganadoras
| Año  | Ganadora                         | Departamento/Ciudad | Premio(s) especial(es)                                   |
| ---- | -------------------------------- | ------------------- | -------------------------------------------------------- |
| 2024 | Daniela Toloza Rocha             | Valle               | - Miss Forma Tu Cuerpo - Mejor Rostro - Miss Bulova Time |
| 2023 | María Camila Avella Montañez     | Casanare            | - Miss Bulova Time                                       |
| 2022 | María Fernanda Aristizábal Urrea | Quindío             |                                                          |
| 2021 | Valeria María Ayos Bossa         | Cartagena           |                                                          |
| 2020 | Laura Victoria Olascuaga Pinto   | Bolívar             | - Miss Elegancia                                         |

Estas son algunas de las ganadoras del concurso:

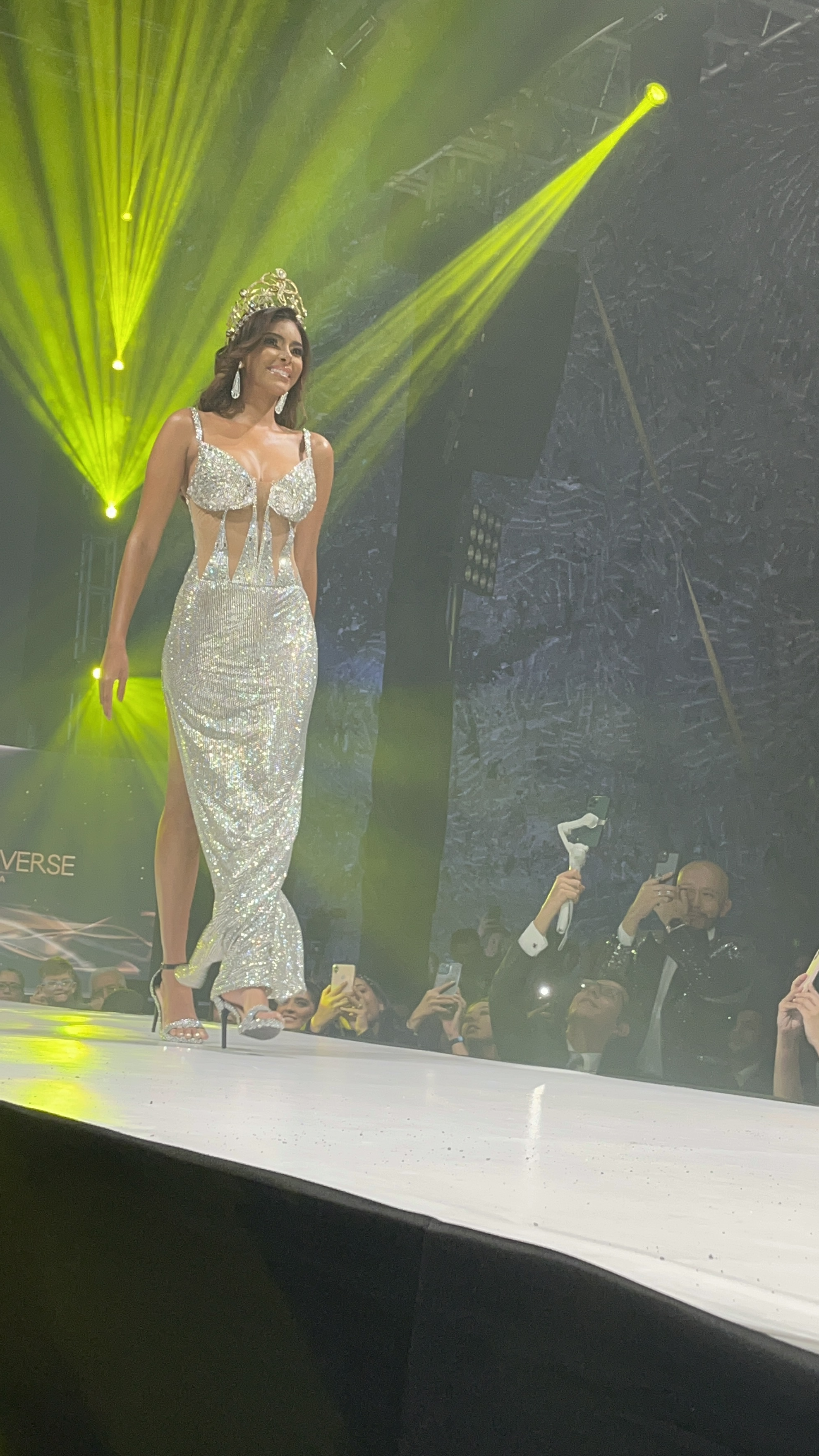
Miss Universe Colombia 2021 Valeria Ayos, Cartagena.
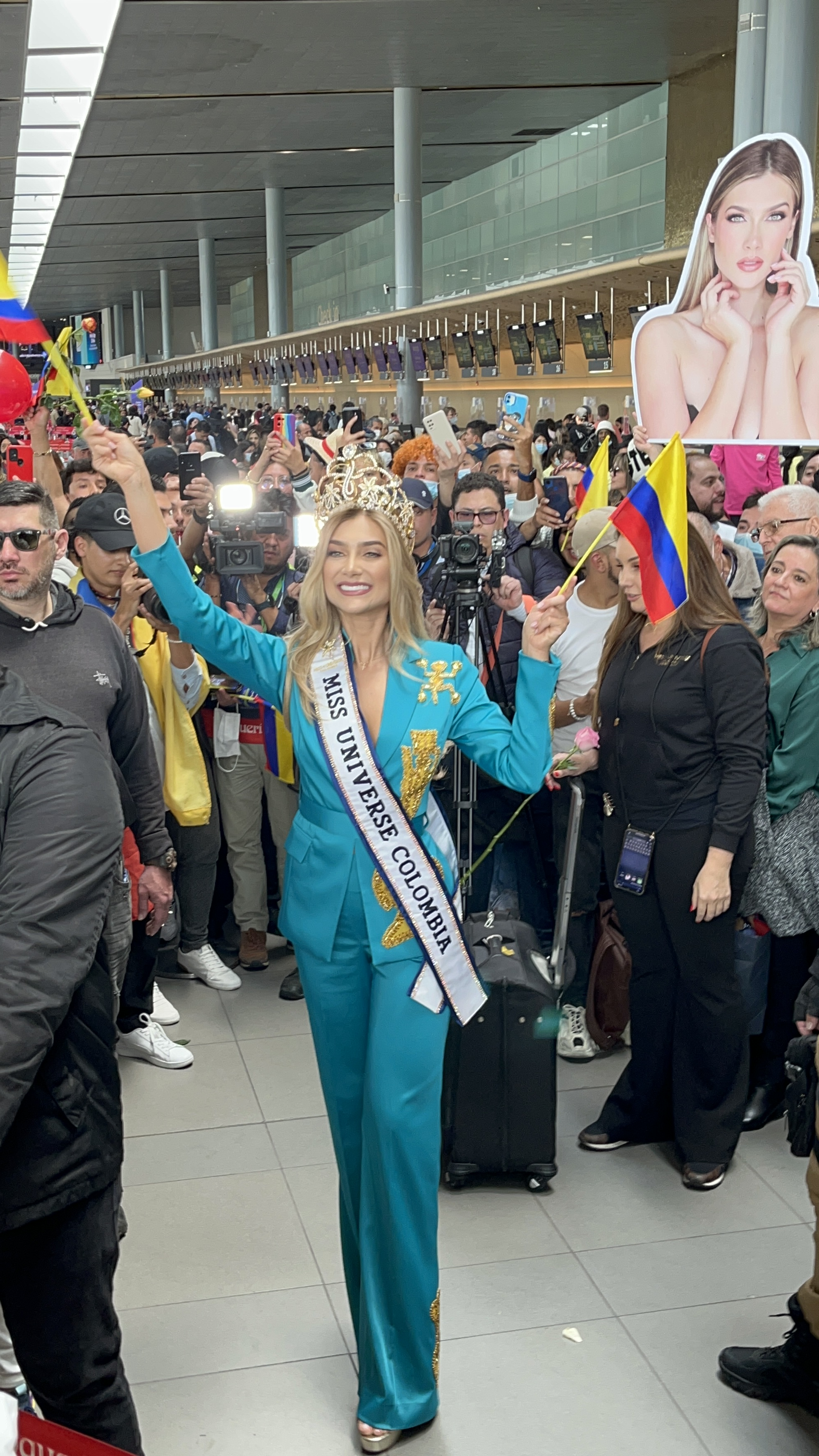
Miss Universe Colombia 2022 María Fernanda Aristizábal, Quindío.

## Representación Internacional
- Ganadora del Concurso Internacional
- Finalista del Concurso Internacional
- Semifinalista o Cuartofinalista del Concurso Internacional

| Año  | Nombre Representativo            | Título                      | Posición en Miss Universe | Premio(s) especial(es) |
| ---- | -------------------------------- | --------------------------- | ------------------------- | ---------------------- |
| 2024 | Daniela Toloza Rocha             | Miss Universe Colombia 2024 | No Clasificó              |                        |
| 2023 | María Camila Avella Montañez     | Miss Universe Colombia 2023 | Top 5                     |                        |
| 2022 | María Fernanda Aristizábal Urrea | Miss Universe Colombia 2022 | Top 16                    |                        |
| 2021 | Valeria María Ayos Bossa         | Miss Universe Colombia 2021 | Top 5                     |                        |
| 2020 | Laura Victoria Olascuaga Pinto   | Miss Universe Colombia 2020 | Top 21                    |                        |